# Chain (EP)
Chain é primeiro extended play – quarto no total – do grupo masculino NCT 127, a segunda subunidade do grupo sul-coreano NCT. O álbum foi lançado em 23 de maio de 2018 pela gravadora japonesa Avex Trax, com um total de treze edições: dez CDs (sendo nove capas individuais de edição limitada e um CD normal), dois CD+DVDs (um limitado e um normal), e uma fita cassete de edição limitada.
O EP estreou na segunda posição da parada Oricon Weekly Albums, com 44.832 cópias vendidas em sua primeira semana de lançamento. Foi o último álbum do NCT 127 com 9 membros, antes da adição de Jungwoo em setembro de 2018.

## Antecedentes e lançamento
No início de novembro de 2017, o grupo lançou o vídeo musical para a versão em japonês da canção "Limitless", além de realizar seu primeiro evento no Japão intitulado The Introduction 'Connect'. No final de 2017, a SM Entertainment anunciou que o NCT 127 seria um dos dois grupos ídolos a estrear e fazer turnê no Japão na primavera de 2018, sendo o outro o Red Velvet. Em 31 de março de 2018, o título do EP, bem como as capas dos álbuns e a lista de faixas foram anunciados. De abril a maio o grupo embarcou no NCT 127 JAPAN Showcase Tour "chain" para promover o álbum.
Em 8 de maio de 2018, o vídeo musical da faixa-título de mesmo nome foi disponibilizado no canal oficial da SM Entertainment no YouTube. Enquanto o EP foi lançado em 23 de maio de 2018 pela gravadora japonesa Avex Trax.

## Lista de faixas
| N.º            | Título         | Letras                               | Música | Duração |  |
| 1.             | "Dreaming"     | Junji Ishiwatari                     | Kanata Okajima Daniel Caesar Ludwig Lindell                                                                 | 3:17    |  |
| 2.             | "Chain"        | MEG.ME                               | 250 Albin Nordqvist                                                                                         | 3:42    |  |
| 3.             | "Limitless"    | Kenzie Sara Sakurai                  | Kenzie Harvey Mason Jr. Patrick "J Que" Smith Kevin Randolph Dewain Whitmore Jr. Andrew Hey Brittany Burton | 4:07    |  |
| 4.             | "Come Back"    | Dasom Ryu Eunyoung Bong Sara Sakurai | Mike Daley Mitchell Owens Deez Michael Jiminez Tay Jasper MZMC                                              | 3:25    |  |
| 5.             | "100"          | Akira                                | Andrew Choi Yunsu                                                                                           | 3:42    |  |
| Duração total: | Duração total: | Duração total:                       | Duração total:                                                                                              | 18:14   |  |

## Paradas musicais
| Gráfico (2018)                   | Melhores posições |
| -------------------------------- | ----------------- |
| Japanese Albums (Oricon)         | 2                 |
| Japanese Digital Albums (Oricon) | 14                |
| US World Albums (Billboard)      | 8                 |

## Histórico de lançamento
| País           | Data               | Formato(s)                           | Gravadora(s)               |
| -------------- | ------------------ | ------------------------------------ | -------------------------- |
| Coreia do Sul  | 16 de maio de 2018 | Download digital Streaming           | Avex Trax SM Entertainment |
| Tailândia      | 16 de maio de 2018 | Download digital Streaming           | Avex Trax SM Entertainment |
| Mundialmente   | 23 de maio de 2018 | Download digital Streaming           | Avex Trax                  |
| Japão          | 23 de maio de 2018 | CD CD+DVD Download digital Streaming | Avex Trax                  |
| Estados Unidos | 1 de junho de 2018 | CD Fita cassete                      | Avex Trax                  |